# Spicewka
Spicewka (ros. Спицевка) – wieś w Rosji, w Kraju Stawropolskim, w rejonie graczowskim. W 2010 liczyła 3478 mieszkańców.